# Березів (Польща)
Березів (пол. Brzozów) — місто в південно-східній Польщі.
Адміністративний центр Березівського повіту Підкарпатського воєводства.

## Історія
Перша згадка про Березів походить з документу від 2 жовтня 1359 р. про надання в Кракові королем Казимиром ІІІ дозволу Стефанові з Собніва закріпачити Березів на берегах Стобниці в Сяноцькій землі за Тевтонським правом включно з трьома ланами оброблюваної землі, двома корчмами, двома млинами. Вже через 25 років королевою Марією I Анжуйською Березів був відданий краківському римо-католицькому єпископу та почалася латинізація українського населення.
17 червня 1547 у місті відбувся суд єпископів над Станіславом Оріховським, який дав присягу «не боронити Русі… православ'я… не порушувати спокою королівства», відкликав свої листи-промови.
З 23 грудня 1920 року по 4 грудня 1939 року місто знаходилось у складі Львівського воєводства Польської Республіки.
Внаслідок півтисячолітньої латинізації та спольщення українці опинилися в меншості. У 1850 році в Березові з 2903 мешканців було 288 греко-католиків, 2299 римо-католиків, 2 лютерани і 306 юдеїв.

## Демографія
Демографічна структура станом на 31 березня 2011 року:
|          | Загалом | Допрацездатний вік | Працездатний вік | Постпрацездатний вік |
| -------- | ------- | ------------------ | ---------------- | -------------------- |
| Чоловіки | 3716    | 739                | 2611             | 366                  |
| Жінки    | 3960    | 673                | 2400             | 887                  |
| Разом    | 7676    | 1412               | 5011             | 1253                 |

## Міста-побратими
- Молдава-над-Бодвою, Словаччина
- Самбір, Україна

## Відомі люди
- Дрималик Богдан Йосипович — український піаніст-ансамбліст, фольклорист, композитор-аматор, багато років як концертмейстер співпрацював з Соломією Крушельницькою.